# جغرافیای تاریخی فارس (کتاب)
جغرافیای تاریخی فارس کتابی از پاول شوارتس راجع به جغرافیای تاریخی فارس است.

## ترجمهٔ فارسی
این کتاب با ترجمهٔ کیکاوس جهانداری در سال ۱۳۷۲ منتشر و در مراسم کتاب سال جمهوری اسلامی ایران به‌عنوان کتاب شایسته تقدیر معرفی شد.